# Моторин, Иван Борисович
Иван Борисович Моторин (род. 10 января 1973, Усть-Каменогорск, Казахская ССР, СССР) — российский государственный деятель.
Председатель Кабинета Министров Чувашской Республики (2011—2020).

## Биография

### Происхождение
Родился 10 января 1973 года в Усть-Каменогорске Казахской ССР. Закончил среднюю школу № 23 города Усть-Каменогорск. Окончил Чувашский государственный университет имени И. Н. Ульянова в 1995 году по специальности «экономист». В 1995 году — экспедитор-бухгалтер ООО «Ким».

### Государственная служба
С апреля 1998 по май 1999 года работал ведущим специалистом в Министерстве внешних связей Чувашской Республики, затем главным специалистом в Министерстве предпринимательства, торговли и ремесел Чувашской Республики. В 2000 году — консультант, затем заместитель руководителя Дирекции по реализации федеральной целевой программы развития экономики и бюджетного потенциала Чувашии. С мая 2002 года — руководитель Республиканского государственного учреждения «Дирекция программ на территории Чувашии» Минэкономразвития Чувашии.
С июня 2004 года — заместитель министра экономического развития и торговли. С апреля 2006 года — министр экономического развития и торговли Чувашской Республики. С 17 сентября 2010 года — заместитель Председателя Кабинета Министров Чувашской Республики — министр экономического развития, промышленности и торговли Чувашской Республики.
С 23 декабря 2011 года — Председатель Кабинета Министров Чувашской Республики. С 19 сентября 2015 г. и. о. Председателя Кабинета Министров Чувашской Республики. 30 сентября 2015 года Указом Главы Чувашской Республики № 133 назначен Председателем кабинета Министров Чувашской Республики.
6 февраля 2020 года Указом Главы Чувашской Республики № 23 назначен заместителем Председателя Кабинета Министров Чувашской Республики — министром экономического развития и имущественных отношений Чувашской Республики. 17 июля 2020 г. Указом врио главы Чувашии Олегом Николаевым освобожден от должности заместителя председателя кабинета министров — министра экономического развития и имущественных отношений Чувашии.

### После 2020
После ухода из государственной службы устроился на работу в ЗАО Чебоксарское предприятие «Сеспель», с октября 2020 перешёл в Некоммерческую организацию «Фонд развития моногородов» (Москва).

## Личная жизнь
Живет в Москве. Женат.	 	

## Награды
- медаль ордена «За заслуги перед Чувашской Республикой»
- Памятная медаль «100-летие образования Чувашской автономной области» (2020)